# Sogyal Lakar
| Tibetische Bezeichnung            |
| --------------------------------- |
| Tibetische Schrift: བསོད་རྒྱལ་       |
| Wylie-Transliteration: bsod rgyal |
| Chinesische Bezeichnung           |
| Vereinfacht: 索甲仁波切           |
| Pinyin:Suǒjiǎ rénbōqiē            |

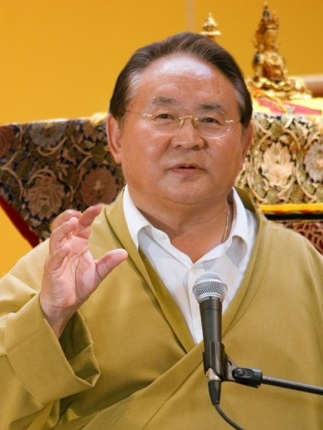
Sogyal Lakar (2006)

Sogyal Gyaltsen Lakar Rinpoche (* 1947 im Kreis Garzê der damaligen Provinz Xikang, Republik China; † 28. August 2019 in Thailand) war ein tibetischer Lama der Nyingma-Tradition des tibetischen Buddhismus. Er wurde von Jamyang Khyentse Chökyi Lodrö als Inkarnation des Tertön Sogyal Lerab Lingpa (1856–1926), eines Lehrers des 13. Dalai Lama, anerkannt. Jamyang Khyentse Chökyi Lodrö übernahm in der Folge auch die Erziehung und Ausbildung des Jungen. Auch Jigdral Yeshe Dorje, der damalige Düdjom Rinpoche, wurde einer seiner Lehrer. Sogyal Lakar war kein Mönch, was in der Tradition der Nyingmapa häufig der Fall ist.

## Biografie
Sogyal Lakar wurde 1947 als Sohn von Pema Tsering Wangmo (* 1925) geboren, deren Schwester Khandro Tsering Chödrön (* 1929) die spätere Ehefrau und spirituelle Gefährtin von Jamyang Khyentse Chökyi Lodrö war. Im Alter von sechs Monaten kam Sogyal Lakar in das Kloster von Jamyang Khyentse Chökyi Lodrö in der Provinz Kham. Er erhielt den Namen Sogyal, obwohl sein Meister ihn erst zu einem späteren Zeitpunkt als die Reinkarnation des Tertön Sogyal erkannte. Der Behauptung, dass er eine Wiedergeburt von Sogyal Lerab Lingpa sei, wird jedoch von anderen Rinpoches widersprochen.
1971 ging Sogyal Lakar nach England, studierte an der Universität Cambridge vergleichende Religionswissenschaften und begann, die Lehren des tibetischen Buddhismus im Westen zu unterrichten. Sogyal Lakar brach Ende der 1970er Jahre seine Gelübde gegenüber seinem Lehrer Kyabjé Düd’jom Rinpoche. Als der ihn aufforderte, erst zu studieren und Retreat-Erfahrung zu sammeln, bevor er sein Wirken als Lehrer fortsetzte, brach er mit seinem Lama, widerrief sein Versprechen und änderte seine Praxiszugehörigkeit.
Mitte der siebziger Jahre wurde das bis zu seinem Rücktritt im Sommer 2017 unter seiner Leitung stehende spirituelle Netzwerk Rigpa gegründet, das international tätig und in vielen Ländern vertreten ist. In Deutschland gab es im Jahr 2022 in 19 Städten Rigpa-Zentren, in denen Anhänger sich der Praxis und dem Studium des tibetischen Buddhismus widmen. Weltweit gab es in dem Jahr 117 Zentren in 24 Ländern.
1991 gründete Sogyal Lakar das Retreatzentrum Lerab Ling in Roqueredonde nördlich von Montpellier in Südfrankreich.
1992 wurde sein Buch Das tibetische Buch vom Leben und vom Sterben, das auf den Lehren des Tibetischen Totenbuches basiert und bisher mit einer Auflage von zwei Millionen Exemplaren in 30 Sprachen und 59 Ländern erschienen ist, veröffentlicht.
1993 trat Sogyal Lakar in dem Film Little Buddha von Bernardo Bertolucci in der Rolle des Kenpo Tenzin auf. Im selben Jahr gründete Christine Longaker das „Spiritual Care Program“, welches auf den Lehren von Sogyal Lakar basiert und unter seiner Schirmherrschaft steht. Das Programm bietet Möglichkeiten, wie das Mitgefühl und die Weisheit der buddhistischen Lehren Menschen nutzen können, die mit Krankheit oder Tod konfrontiert sind.
Im Jahr 2000 lud Sogyal Lakar den Dalai Lama nach Lerab Ling, Rigpas wichtigstes Retreat- und Meditations-Zentrum, ein. An den Belehrungen des Dalai Lama über „den Weg zur Erleuchtung“ nahmen fast 10.000 Schüler aus aller Welt teil.
Im Sommer 2006 wurde in Lerab Ling ein buddhistischer Tempel nach tibetischer Tradition fertiggestellt und eröffnet.
Am 28. August 2019 starb Sogyal Lakar in Thailand an einer Lungenembolie.

## Missbrauchsvorwürfe
Nachdem Sogyal Lakar bereits seit längerem Verschwendungssucht, körperliche Gewalttaten und sexueller Missbrauch von jungen Frauen vorgeworfen worden waren, erschien im Juli 2017 ein offener Brief von acht ehemaligen Schülerinnen und Schülern, in welchem diese detailliert über die Vergehen berichteten. Am 11. August 2017 berichtete die Süddeutsche Zeitung in einem ausführlichen Artikel über diese Vorwürfe. Sogyals ehemalige Mitarbeiterin Oane Bijlsma sagte dort:

„Wir haben bei seinem Besuch in Amsterdam eine Suite in einem Fünf-Sterne Hotel für Sogyal angemietet, zusätzlich ein Haus für ihn und noch ein Haus für seine Gespielinnen und Köche […] Ich lief mit dicken Bündeln Bargeld durch die Geschäfte, um die hochwertigsten Steaks einzukaufen. Das war absurd.“

Auf eine Anfrage der Süddeutschen Zeitung hin teilte der Privatsekretär des Dalai Lama, Tseten Samdup Chhoekyapa, mit: 

„Seine Heiligkeit sagt, dass es total falsch ist, blind allem zu folgen, was ein Lehrer sagt. Man muss untersuchen, ob die Lehren eines Lehrers mit den Lehren Buddhas im Einklang stehen. […] Sogyal Rinpoche (ist) ein sehr guter Freund von mir [des Dalai Lama], aber er hat (die buddhistischen Lehren) beschmutzt.“ Sein Rat: „Macht diese Dinge publik, auch durch die Medien.“

Verteidigt wurde Sogyal Lakar von Dzongsar Jamyang Khyentse Rinpoche. Dieser sieht in den Vergehen „eine Projektion“ der Schüler auf den Lehrer. Der Lehrer selbst könne sich per Definition niemals falsch verhalten. Zumal hätten sich die Schüler freiwillig dem Lehrer angeschlossen. Er erklärt:

„Es ist ein großer Fehler darüber nachzudenken, den Guru nach der Haupt-Initiation weiter zu analysieren und zu kritisieren. Ja, es ist sogar völlig falsch.“

Im August 2017 erklärte Sogyal Lakar seinen Rücktritt als spiritueller Lehrer.
Den Skandal um Sogyal Lakar wissenschaftlich aufgearbeitet hat der Soziologe Werner Vogd in seinem Buch Der ermächtigte Meister. Eine systemische Rekonstruktion am Beispiel des Skandals um Sogyal Rinpoche (Carl-Auer, Heidelberg 2019).
In dem Arte-Dokumentarfilm "Buddhismus: Missbrauch im Namen der Erleuchtung" von Elodie Emery und Wandrille Lanos aus dem Jahr 2022 wird unter anderem das weitreichende Fehlverhalten Sogyals diskutiert. Opfer beschreiben dort unter anderem Fälle von Vergewaltigung.

## Hauptlehrer von Sogyal Lakar
- Jamyang Khyentse Chokyi Lodro
- Jigdral Yeshe Dorje
- Dilgo Khyentse Rinpoche
- Nyoshul Khen Rinpoche

## Werke (Auswahl)
- Das tibetische Buch vom Leben und vom Sterben – Ein Schlüssel zum tieferen Verständnis von Leben und Tod. Fischer-Taschenbuch-Verlag, Frankfurt am Main 2004, ISBN 3-596-16099-5.
- Den Tod verstehen. Barth, Bern/München/Wien 1999, ISBN 3-502-61039-8.
- Funken der Erleuchtung – Buddhistische Weisheit für jeden Tag des Jahres. Fischer-Taschenbuch-Verlag, Frankfurt am Main 2006, ISBN 3-596-16861-9.